# Карпов Володимир Костянтинович
Карпов Володимир Костянтинович (1 жовтня 1871, Санкт-Петербург, Російська імперія—?) — начальник управи штабу Дієвої Армії УНР.

## Біографія
Народився у Санкт-Петербурзі. 
Закінчив Миколаївське інженерне училище у 1893 році, після чого служив у 25-му саперному батальйоні. Останнє звання у російській армії — полковник. 
З 4 вересня 1918 року — завідувач інженерної частини 6-ї російської армії, рештки якої перебували в Україні та розформовувалися. Згодом був приділений до Головного інженерного управління Військового міністерства Української Держави. 
З 5 липня 1919 року до жовтня 1919 року — начальник Технічної управи Головного інженерного управління штабу Дієвої Армії УНР.
Подальша доля невідома.